# Kazimierz Sakowicz
Kazimierz Sakowicz (1899 – 5 luglio 1944) è stato un giornalista polacco, testimone oculare del massacro di Ponary, lo sterminio di 100,000 tra ebrei polacchi e russi avvenuto tra il luglio 1941 e l'agosto 1944 in Lituania nelle foreste vicino a Vilnius, ad opera di reparti speciali (Einsatzgruppen) delle SS e di collaborazionisti lituani locali. Sakowicz scrive una cronaca giornaliera dei massacri, dall'11 luglio 1941 al 6 novembre 1943, che rimane uno dei documenti più drammatici dell'Olocausto. Sakowicz fu ucciso nel luglio 1944 in un agguato da membri della milizia collaborazionista lituana.

## Biografia
Prima della seconda guerra mondiale, Kazimierz Sakowicz era stato un ufficiale polacco e quindi giornalista della rivista Przegląd Gospodarczy (Economic Review) a Vilnius. Abitava nel distretto di Ponary e dall'attico della sua casa ebbe modo di osservare i gruppi di prigionieri (uomini, donne, bambini) che a più riprese venivano condotti nella foresta per quello che sara' ricordato come il massacro di Ponary.
L'attività di Sakowicz attiro' i sospetti dei collaborazionisti lituani che lo uccisero in un agguato. Lo stesso Sakowicz in alcune delle sue ultime note rivela i suoi timori di aver sollevato dei sospetti, al punto di sentirsi per questo motivo in pericolo di vita. Il suo corpo è oggi sepolto nel cimitero polacco "Na Rossie" di Vilnius, assieme a quelli dei combattenti caduti della Resistenza polacca.

## Il diario
Sakowicz comprese immediatamente il senso di quanto stava avvenendo a Ponary e l'importanza di documentarne dettagliatamente gli eventi. Dall'11 luglio 1941 comincio' a prenderne nota giornalmente, in biglietti che nascondeva quindi in bottiglie di vetro, sepolte sotto la veranda di casa. L'ultima nota che sia rimasta porta la data del 6 novembre 1943, anche se ci sono indicazioni da parte dei suoi familiari che egli possa aver continuato il suo lavoro di registrazione degli eventi fino al 3-4 luglio 1944.
Il diario di Kazimierz Sakowicz fu ritrovato subito dopo la guerra ma pubblicato per la prima volta solo nel 1998. Durante il periodo sovietico, ragioni di propaganda si opponevano alla pubblicazione di un documento che mostrava un così ampio coinvolgimento della popolazione locale ai massacri.
Il diario è uno testimonianza assolutamente unica nel suo genere. È uno dei documenti più eccezionali dell'Olocausto proprio per la lucida e dettagliata descrizione degli eventi narrati e le amare notazioni sul clima di vasta complicità e convenienza che accompagnarono le stragi di cui tutti sapevano:
Per i tedeschi 300 ebrei sono 300 nemici dell'umanità; per i lituani sono 300 paia di scarpe, pantaloni e così via.

## Edizioni del Diario di Kazimierz Sakowicz
- Kazimierz Sakowicz, Dziennik pisany w Ponarach od 11 lipca 1941 r. do 6 listopada 1943 r., Bydgoszcz: Tow. Milosników Wilna i Ziemi Wilenskiej, 1999 / nuova ed. Warszawa: Instytut Pamięci Narodowej, Komisja Ścigania Zbrodni przeciwko Narodowi Polskiemu, 2014.
  - Ed. ebraica: וילנה־־פונר : אדמה ללא אלוהים : 835 ימי רצח עם בתיעוד העיתונאי הפולני א. סאקוביץ׳ (trad. di Dov Bergman), Neṭanyah: D. Bergman, 2000.
  - Ed. tedesca: Die geheimen Notizen des K. Sakowicz: Dokumente zur Judenvernichtung in Ponary (trad. di Jim G. Tobias), Nürnberg: Antogo, 2003.
  - Ed. inglese: Ponary Diary, 1941-1943: A Bystander's Account of a Mass Murder (trad. di Yitzhak Arad), New Haven: Yale University Press, 2005.
  - Ed. lituana: Panerių dienoraštis 1941-1943 m., Vilnius: LGGRTC, 2012.